# Karl-Heinz Schlüter

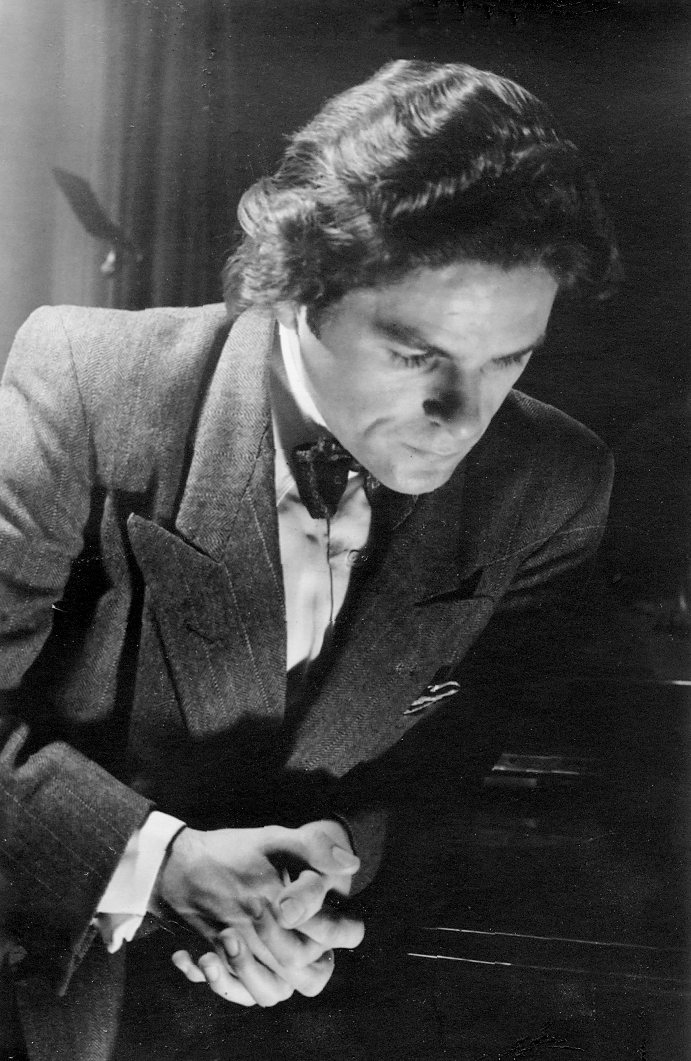
Karl-Heinz Schlüter

Karl-Heinz Schlüter (* 5. März 1920 in Torgau; † 20. Dezember 1995 in Würzburg) war ein deutscher Pianist.

## Leben
Karl-Heinz Schlüter studierte von 1931 bis 1937 in Hannover bei Rudolf Krasselt und Clara Spitta, anschließend bis 1940 an der Musikhochschule in Berlin bei Carl Adolf Martienssen. Sein Konzert-Examen bestand er mit Auszeichnung.
Es folgten sieben Jahre als Soldat und Kriegsgefangener bis 1947. Danach besuchte er die Meisterklasse von Walter Gieseking und wurde Dozent an der Nordwestdeutschen Musikakademie Detmold. 1949 erhielt er den Chopin-Preis Berlin/Warschau, 1950 den Busoni-Preis in Bozen. Es folgten Konzerte mit Orchestern und Dirigenten wie Robert Heger (Symphonie-Orchester des NDR Hamburg), Hermann Abendroth (Rundfunk-Sinfonieorchester Leipzig),  Fritz Lehmann (Bamberger Symphoniker), Ernest Bour (SWF-Orchester), Wilhelm Schüchter (NWD Philharmonie), Werner Andreas Albert (Münchner Philharmoniker) im In- und Ausland.
Seine pädagogischen Tätigkeiten als Dozent führten ihn von der Musikschule Braunschweig über das Konservatorium Osnabrück und das Konservatorium Nürnberg an die Universität Würzburg (von 1985 bis 1988). Außerdem war er Jurymitglied bei nationalen (z. B. Jugend musiziert) und internationalen Klavierwettbewerben (z. B. Internationaler Chopin-Wettbewerb 1955).
Mit seinem Sohn Michael Schlüter trat er als Klavier-Duo auf. In der Folgezeit bis 1995 konzertierte das Schlüter-Duo im In- und Ausland (u. a. Europa, Naher Osten) und legte Schallplatteneinspielungen vor, darunter das Gesamtwerk von Franz Schubert, Max Reger und Paul Hindemith. Das Duo war Gast an Rundfunkstationen der Schweiz, Österreichs und Deutschlands und widmete sich dabei vor allem zeitgenössischer Musik, z. B. von Jean Françaix, Ernst-Lothar von Knorr, Rudolf Kelterborn, Martin Christoph Redel. Von 1982 bis 1992 leiteten Karl-Heinz und Michael Schlüter den jährlich stattfindenden Meisterkurs für Klavierduo in Würzburg.
Mit Josef Trumm (Violoncello) und Cyrill Kopatschka (Violine) konzertierte er als „Chopin-Trio“. Mit Marcel Charpentier (Violine) und Eckard Stahl (Violoncello) gründete er das „Osnabrücker Klaviertrio“. Zusammen mit Ludwig Müller-Gronau (Violine), Wilhelm Isselmann (Viola) und Werner Thomas-Mifune (Violoncello) bildete er das „Westdeutsche Klavierquartett“.
Die Pianistinnen Magdalena Galka und Ann-Helena Schlüter sowie die Violinistin Johanna Schlüter sind seine Töchter. Der Pianist Michael Schlüter (1948–2006) war sein Sohn, der Pianist Leonard Schlüter (* 1989), Sohn von Michael und Sabine Schlüter, ist sein Enkel.